# Библиотека народно-поэтического творчества
«Библиотека народно-поэтического творчества» — серия книг, содержащих традиционные сказания народов Русского Севера, Карелии, Кавказа, Сибири, Татарии и других народов. Выпускалась массовыми тиражами в Лениздате (Ленинград) с 1984 по 1991 год. Подготовка текстов к изданию, их комментирование осуществлялось ведущими отечественными фольклористами.

## Книги серии
1984
- Былины / Подгот. текстов, вступ. статья и примеч. С. Н. Азбелева. — Л.: Лениздат, 1984. — 400 с. — (Б-ка народно-поэтического творчества). — 100 000 экз. (в пер.)
  - В сборнике былин представлены почти все основные сюжеты русского народного эпоса.
- Калевала / Перевод Л. П. Бельского; Вступительная статья и примечания С. Я. Серова; Худож. М. Л. Шретер. — Л.: Лениздат, 1984. — 574 с. — (Б-ка народно-поэтического творчества). — 100 000 экз. (в пер.)

1985
- Бой на Калиновом мосту: Русские героические сказки / Подгот. текста, послесл. и примеч. Ю.М. Медведева; Вступ. сл. Е.А. Исаева. — Л.: Лениздат, 1985. — 432 с. — (Б-ка народно-поэтического творчества). — 100 000 экз. (в пер.)

1986
- Волга родная: Сказки народов Башкирии, Татарии и Чувашии / Сост., предисл. и коммент. М. Н. Юхмы. — Л.: Лениздат, 1986. — 432 с. — (Б-ка народно-поэтического творчества). — 100 000 экз. (в пер.)
  - В сборник входят богатырские, волшебные, бытовые сказки и сказки о животных тюркоязычных народов Поволжья — Башкирии, Татарии и Чувашии. Книгу завершает послесловие Михаила Юхмы «Караваны белых птиц».

1987
- Русская бытовая сказка / Сост. В. С. Бахтин. — Л.: Лениздат, 1987. — 510 с. — (Б-ка народно-поэтического творчества). — 300 000 экз. (в пер.)

1988
- Сказание о просторе / Сост. Ч. М. Таксами. — Л.: Лениздат, 1988. — 384 с. — (Б-ка народно-поэтического творчества). — 100 000 экз. — ISBN 5-289-00155-7. (в пер.)

1991
- Огни Кавказа: Сказки народов Северного Кавказа и Адыгеи / Сост. и послесл. Н.В. Капиевой. — Л.: Лениздат, 1991. — 480 с. — (Б-ка народно-поэтического творчества). — 100 000 экз. — ISBN 5-289-00915-9. (в пер.)
  - Абазинские, Аварские, Адыгейские, Балкарские, Даргинские, Ингушские, Кабардинские, Карачаевские, Кумыкские, Лакские, Лезгинские, Ногайские, Осетинские, Табасаранские, Татские, Черкесские, Чеченские сказки. Сборник включает в себя сказки народов Северного Кавказа и Адыгеи, народ которой в культурно-этническом плане имеет немало общих черт с народами Северного Кавказа. Сборник завершает послесловие известного критика и фольклориста Натальи Капиевой.